# 欧元
欧元（Euro；符號：€；ISO 4217代码），港澳俗稱為歐羅，是欧盟中20个国家的货币，这20国是奥地利、比利时、芬兰、法国、德国、希腊、爱尔兰、意大利、卢森堡、荷兰、葡萄牙、斯洛文尼亚、西班牙、馬爾他、塞浦路斯、斯洛伐克、愛沙尼亞、拉脱维亚、立陶宛、克罗地亚，合称为欧元区。目前共有3.3亿人使用欧元，如果加上与欧元固定汇率制的货币，欧元影响到全球4.8亿人口。2006年12月，共有6,100亿欧元在市面上流通，按照当时汇率计算，相当于8,020亿美元。欧元流通的现金总价值超过美元。
1欧元（euro）等於100欧分。

## 歷史

2023年歐元區示意圖
欧元区 (20)
貨幣已加入歐洲匯率機制，但行使選擇退出權的歐盟成員(1)
貨幣已加入歐洲匯率機制的歐盟成員(1)
承諾加入欧元区的欧盟成员(5)
在经过协议下使用欧元的非欧盟成员地区(4)
在没有协议下使用欧元的非欧盟成员地区(2)

欧元是自罗马帝国以来欧洲货币改革最为重大的结果。欧元不仅使欧洲单一市场得以完善，欧元区国家间自由贸易更加方便，而且更是欧盟一体化进程的重要组成部分。
有國家（摩纳哥、圣马力诺、梵蒂冈）以前使用如法国法郎或者義大利里拉作为货币，所以现在被授權允許少量铸造他们自己的欧元硬币並使用欧元，尽管他们并不是欧盟国家。一些非欧盟国家和地区，比如蒙特內哥羅、科索沃，也单方面使用欧元作为支付工具。
欧元制於1999年元旦正式啟動，1998年由欧洲中央银行和各欧元区国家的中央银行组成的欧洲中央银行系统负责管理。总部坐落于德国法兰克福的欧洲中央银行有独立制定货币政策的权力，欧元区国家的中央银行参与欧元纸币和欧元硬币的印刷、铸造与发行，并负责欧元区支付系统的运作。為世上第一個管理超國家貨幣的銀行，也是唯一有資格在歐盟內部發行歐元的機構。2012年，歐洲央行表示將竭力阻止各國違約與危機蔓延。2015年，歐洲央行印發鈔票，對抗經濟衰退與通貨緊縮。歐洲央行目前透過大量購買政府債券來刺激歐洲經濟，並且開始增發貨幣。

## 命名
1995年12月，欧洲联盟正式将新货币命名为“euro”（欧元）。虽然此前有其它的候选名称。例如：大流克、杜卡特、他連得、佛罗林、索維林、里弗爾、法郎等。但新货币必须与现有货币的名字不产生联系，并尽量简短，使人们容易记住它的名字。此外，由于欧洲各国的字母体系不同，每种语言的地位也要平等。欧元显得简洁，且能代表欧洲的含义。欧元符号的设计灵感来自希腊字母Epsilon，代表着欧洲文明的根基。E字母也是拉丁文欧洲的第一个字母。欧元符号中的两个横线象征欧元的稳定性。

## 特点
所有的欧元硬币的正面都是相同的，标有硬币的面值，称为“共同面”，而硬币背面的图案则是由发行国自行设计的。君主立宪制国家常常使用他们君主的头像，其他的国家通常用他们国家的象征。所有不同的硬币都可以在所有地区使用，比如铸有西班牙国王头像的硬币在除了西班牙以外的其他使用欧元的国家也是法定货币。欧元硬币一共有8种：2欧元、1欧元、50欧分、20欧分、10欧分、5欧分、2欧分和1欧分。虽然1歐分和2欧分的硬币一般不在芬兰和荷兰使用，但仍然是法定货币。
每种面额的欧元纸币的设计在各国都是一样的。欧元纸币一共有7种：500欧元、200欧元、100欧元、50欧元、20欧元、10欧元和5欧元。尽管大面额的纸币在某些国家并不发行，但仍然是法定货币。
欧元采用500元面值是经过仔细论证之后才决定的，因为比利时、德国、意大利、卢森堡及荷兰这些国家当时货币的最大面值也在200至500欧元之间。但其它的欧洲国家却对200欧元和500欧元的纸币的必要性存在疑问。对大多数的欧洲居民而言，200欧元、500欧元都不会在日常生活中用到。英国货币兑换办公室在2010年发现，90％的500欧元纸币都和犯罪活动有关。
由於歐元500元的紙幣容易被作為洗黑錢之用，歐洲央行於2016年5月4日宣佈，2018年底不再發印500面額的歐元，以減低犯罪集團利用大額紙幣作為不法活動。
泛欧自动实时清算系统（Trans-European Automated Real-Time Gross Settlement Express Transfer System，縮寫 TARGET2）是一个在欧元发行以前就已经设立的欧洲范围内大额交易清算系统。对于小额支付的一般规则是：在欧元区之内的转账视为国内转账，欧元区内信用卡支付和ATM取款的费用与国内费用相同，票据支付，例如支票等，也与国内相同。

## 转换

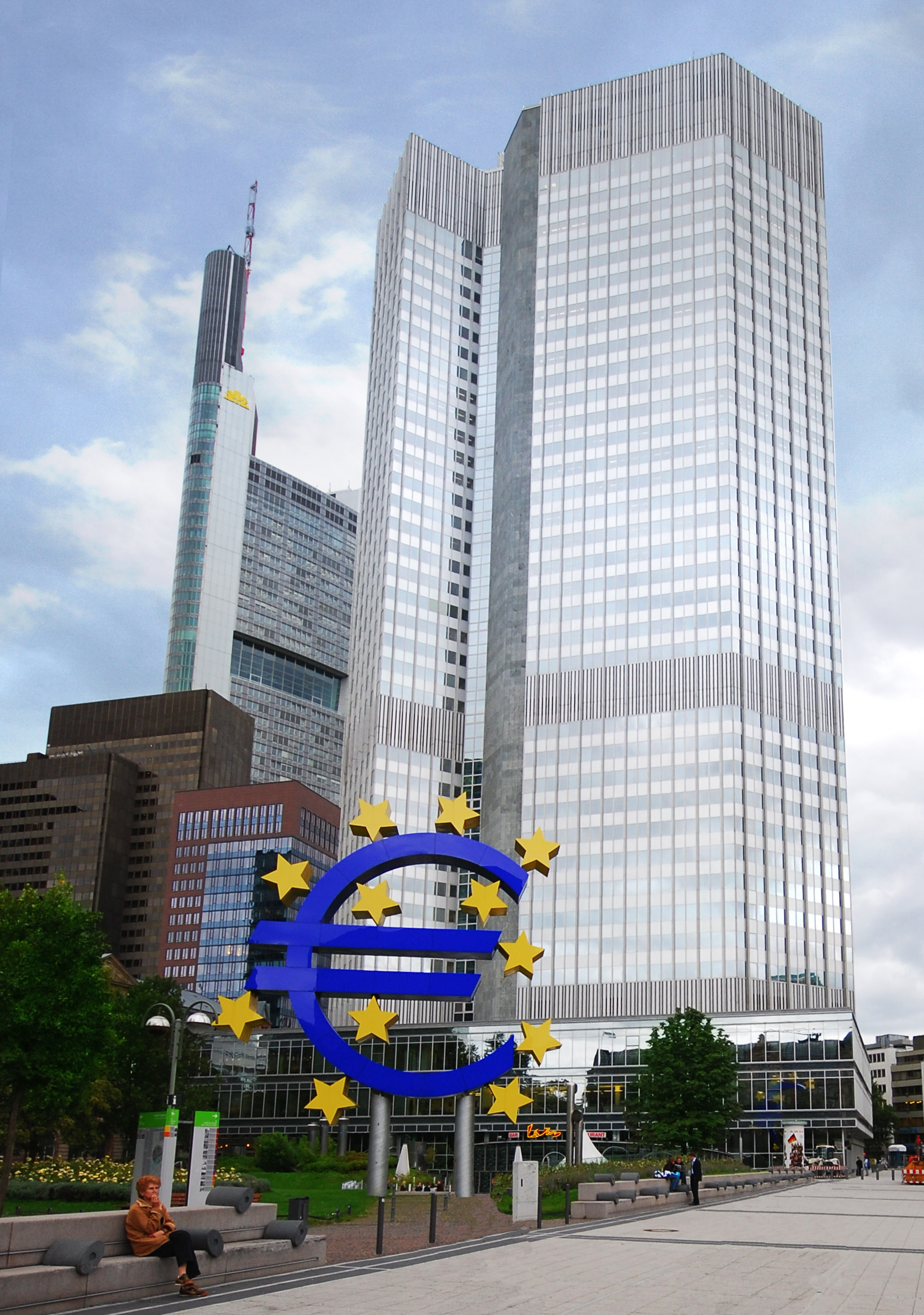
位於德國法蘭克福的歐洲中央銀行負責歐元區的貨幣政策的制定以及流通情況。欧元塔正前方的標誌即為歐元符号的模型，並裝飾著如歐盟旗幟一樣的十二顆星星標誌

欧元是由1992年为建立欧洲经济货币同盟而在马斯特里赫特签订的《马斯特里赫特条约》所确定的。成员国需要满足一系列严格的标准，例如预算赤字不得超过国内生产总值的3％，负债率不超过国内生产总值60％，通货膨胀率和利率接近欧盟国家的平均水平。
由于各国数字捨进位习惯不同，各国货币间的转换均需通过欧元进行。欧元和原有货币的固定转换比率如下：
- 13.7603	奥地利先令（ATS）
- 40.3399	比利时法郎（BEF）
- 2.20371	荷兰盾（NLG）
- 5.94573	芬蘭馬克（FIM）
- 6.55957	法国法郎（FRF）
- 1.95583	德國馬克（DEM）
- 0.787564	爱尔兰鎊（IEP）
- 1936.27	義大利里拉（ITL）
- 40.3399	卢森堡法郎（LUF）
- 200.482	葡萄牙埃斯库多（PTE）
- 166.386	西班牙比塞塔（ESP）

这些转换比率是由欧洲议会根据欧洲委员会的建议，按1998年12月31日的市场汇率为基础而确定的，1欧洲货币单位等于1欧元。因为欧洲货币单位的价值取决于非欧元货币（主要是英镑）的当日收盘价，所以该汇率没有更早确定。
希腊在一开始并没有达到使用欧元的标准，所以没有在1999年1月1日加入欧元区。直到2年以后，在2001年1月1日，希腊加入欧元区，其货币的转换比率是：
- 340.750 希腊德拉克马（GRD）

自1999年1月1日零时起，欧元引入无形货币（旅行支票，电子支付，银行业等）领域；2002年1月1日，新的欧元纸币和欧元硬币启用，成为欧元区国家的法定货币。
原有的纸币和硬币的转换期持续2个月，直至2002年2月28日。各国官方停止使用原有货币作为法定货币的日期是不同的，最早的是德国，德国马克于2001年12月31日不再是德国法定货币，但是在2002年2月28日之前可以转换成欧元。到2002年2月28日，所有的国家都停止使用原有货币作为法定货币。但是，在此日期之后，各国的中央银行在几年内仍旧接受原有货币，奥地利、爱尔兰、西班牙的中央银行永久性的接受原有货币。最早停止使用的硬币是葡萄牙埃斯库多，它于2002年12月31日不再具有货币价值，而纸币直到2022年则仍然是可转换的。
芬兰决定除了为收藏者而少量铸造外，不铸造1欧分和2欧分的硬币，所以在芬兰兑换欧元时，以1欧分或2欧分结尾的将舍去，以3欧分或4欧分结尾的将进位为5欧分。但是1欧分和2欧分在芬兰依然是法定货币。
斯洛維尼亞於2007年1月1日採用歐元。其轉換比率為：
- 239.640	斯洛文尼亚托拉尔（SIT）

馬爾他、賽普勒斯於2008年1月1日採用歐元。其轉換比率為：
- 0.585274	塞浦路斯鎊（CYP）
- 0.429300	馬耳他里拉（MTL）

斯洛伐克於2009年1月1日採用歐元。其轉換比率為：
- 30.1260	斯洛伐克克朗（SKK）

愛沙尼亞於2011年1月1日採用歐元。其轉換比率為：
- 15.6466	愛沙尼亞克朗（EEK）

拉脫維亞於2014年1月1日採用歐元。其轉換比率為：
- 0.702804 	拉脫維亞拉特（LVL）

立陶宛於2015年1月1日採用歐元。其轉換比率為：
- 3.45280	立陶宛立特（LTL）

克羅地亞於2023年1月1日採用歐元。其轉換比率為：
- 7.53450	克羅地亞庫納（HRK）

## 经济和货币同盟

世界上採行歐元與美元國家之比較：
歐元區
自行使用歐元
貨幣與歐元掛勾
貨幣在固定範圍內與歐元掛勾
美元
自行使用美元
貨幣與美元掛勾
貨幣在固定範圍內與美元掛勾

### 使用欧元的国家
目前官方使用欧元的国家有：奥地利、比利时、芬兰、法国、德国、希腊、爱尔兰、意大利、卢森堡、荷兰、葡萄牙、斯洛文尼亚、西班牙、马耳他、塞浦路斯、斯洛伐克、愛沙尼亞、拉脫維亞、立陶宛、克羅地亞。某些欧元区国家的海外领土，例如法属圭亚那、留尼汪、圣皮埃尔和密克隆群岛、马提尼克等地区也使用欧元。
摩纳哥以前使用法国法郎、圣马力诺和梵蒂冈以前使用意大利里拉、安道尔以前使用法国法郎和西班牙比塞塔，而三者已被欧元替代。根据他们和欧盟之间的协议，他们也可以代表欧盟铸造欧元硬币。
黑山、科索沃以前使用德国马克，以上货币被欧元取代后，这些国家改以欧元作为实际货币，但它们和欧盟之间没有任何法律上的协议，没有参加欧洲中央银行体系。
爱沙尼亚于2004年末完成了该国硬币背面的设计，并于2011年1月1日加入欧元区。
许多以前汇率与欧洲货币挂钩的货币，比如与葡萄牙埃斯库多挂钩的佛得角埃斯库多，已经改为与欧元挂钩。欧元在佛得角已被广泛接受。而在2004年11月，佛得角的首相在一个在葡萄牙举行的会议上考虑把欧元作为佛得角的正式货币。
总的来说，欧元已经是25个国家和地区的官方货币，28个国家和地区的官方货币的汇率与欧元挂钩。

### 欧元区之外的欧盟国家
| 排名 | 货币           | ISO 4217代码 （符号） | 日交易量占比 （2022年4月） |
| ---- | -------------- | --------------------- | -------------------------- |
| 1    | 美元           | USD ($)               | 88.5%                      |
| 2    | 欧元           | EUR (€)               | 30.5%                      |
| 3    | 日元           | JPY (¥)               | 16.7%                      |
| 4    | 英镑           | GBP (£)               | 12.9%                      |
| 5    | 人民幣         | CNY (¥)               | 7.0%                       |
| 6    |                | AUD ($)               | 6.4%                       |
| 7    | 加元           | CAD ($)               | 6.2%                       |
| 8    | 瑞士法郎       | CHF (cf)              | 5.2%                       |
| 9    | 港元           | HKD ($)               | 2.6%                       |
| 10   | 新加坡元       | SGD ($)               | 2.4%                       |
| 11   | 瑞典克朗       | SEK (kr)              | 2.2%                       |
| 12   | 韓圓           | KWR (₩)               | 1.9%                       |
| 13   | 挪威克朗       | NOK (kr)              | 1.7%                       |
| 14   |                | NZD ($)               | 1.7%                       |
| 15   | 印度卢比       | INR (₹)               | 1.6%                       |
| 16   | 墨西哥比索     | MXN ($)               | 1.5%                       |
| 17   | 新台幣         | TWD (NT$)             | 1.1%                       |
| 18   | 南非兰特       | ZAR (R)               | 1.0%                       |
| 19   | 巴西雷亚尔     | BRL (R$)              | 0.9%                       |
| 20   | 丹麥克朗       | DKK (kr)              | 0.7%                       |
| 21   | 波蘭茲羅提     | PLN (zł)              | 0.7%                       |
| 22   | 泰銖           | THB (฿)               | 0.4%                       |
| 23   | 以色列新謝克爾 | ILS (₪)               | 0.4%                       |
| 24   |                | IDR (Rp)              | 0.4%                       |
| 25   | 捷克克朗       | CZK (Kč)              | 0.4%                       |
| 26   | 阿聯酋迪拉姆   | AED (د.إ)             | 0.4%                       |
| 27   | 土耳其里拉     | TRY (₺)               | 1.1%                       |
| 28   | 匈牙利福林     | HUF (Ft)              | 0.3%                       |
| 29   | 智利披索       | CLP (CLP$)            | 0.3%                       |
| 30   | 沙特里亚尔     | SAR (﷼)               | 0.2%                       |
| 31   | 菲律賓披索     | PHP (₱)               | 0.2%                       |
| 32   | 馬來西亞令吉   | MYR (RM)              | 0.2%                       |
| 33   | 哥倫比亞披索   | COP (COL$)            | 0.2%                       |
| 34   | 俄羅斯卢布     | RUB (₽)               | 0.2%                       |
| 35   | 羅馬尼亞列伊   | RON (L)               | 0.1%                       |
| 36   | 秘魯新索爾     | PEN (S/)              | 0.1%                       |
| 37   | 巴林第納爾     | BHD ()                | 0.0%                       |
| 38   | 保加利亞列弗   | BGN (BGN)             | 0.0%                       |
| 39   | 阿根廷比索     | ARS (ARG$)            | 0.0%                       |
| 其它 | 其它           | 其它                  | 2.3%                       |
| 总计 | 总计           | 总计                  | 200%                       |

2004年以及2004年之后加入欧盟的国家最终也将使用欧元，接受欧元是他们入盟协议的一部分。其中，斯洛文尼亚、塞浦路斯、马耳他、斯洛伐克、爱沙尼亚、拉脱维亚、立陶宛、克罗地亚已經採用歐元。捷克、波兰、匈牙利、罗马尼亚、保加利亚最终完成经济和货币同盟（EMU）第三阶段的日期是在2016年或以後。 
尽管保加利亚較遲加入欧盟（2007年1月1日加入），保加利亚国家银行和保加利亚政府同意在2013年加入歐元區，当保加利亚国家银行成为EMU的成员并有权铸造保加利亚的欧元硬币时，开始使用欧元。立陶宛因为通貨膨脹造成加入欧元区时间有所推迟。

#### 瑞典
瑞典没有像丹麦那样正式选择退出EMU3，因此理论上必须在某个时间转换为欧元。但是2003年瑞典举行是否加入欧元区的全民公决，大多数瑞典公民投了反对票，瑞典人选择了不加入欧元区。于是瑞典通过故意不符合加入欧元区的条件的方式，实质决定不加入欧元区。

#### 丹麦
在2000年丹麦举行是否加入欧元区的全民公决，大多数丹麦公民投了反对票，丹麦人选择了不加入欧元区。与瑞典不同的是，丹麦克朗與欧元間為联系汇率（€1＝DKr7.46038±2.25％）。

## 单一货币的影响
一般认为采用单一货币可以提高经济的相互依赖性并有利于欧元国家间的国际贸易。，这是有利于欧元区的人民的，而且从历史的观点上来说贸易的增长是促进经济增长的主要动力之一。此外也是符合建立欧盟间统一市场这个长期目的的。另一个主要的好处是取消了银行交易的费用。而在以前，无论对于个人还是企业，在将本国货币兑换为外币是这都是一项重大的成本。相反地，银行将要承受相应的利润损失。
单一货币的第二个影响是各国的物价水平的差异将要减少。因为价格的差异将引发套利行为，商品将从价格低的地区流向价格高的地区，使得欧元区内各地区间的价格趋于一致。这也将导致企业间的竞争加剧并有助于控制通货膨胀，有利于消费者。
一些经济学家认为在这样一个大而不同的区域内使用单一货币是有害的。区域货币应当得到广泛地使用。他们认为，由于欧元区的货币政策和利率水平由欧洲央行决定，各国将不能根据自身的情况调整其经济。（但是在欧元实施以前，自从1990年代欧洲货币危机之后，各国利率水平的变化就十分接近同步了。）公共投资和财政政策将成为各个国家或地区的政府干預經濟的唯一手段。
也有观点认为虽然欧元区的面积和人口都和由美国联邦储备系统负责制定利率和货币政策的美国相似。但是与欧盟各国相比，美国各个州的自治权较小而经济的相似性较大。而且欧盟各国的经济并非“同步”的，某些国家位于经济周期的底部而另一些国家则位于顶部，不同的国家也面对着不同的通货膨胀压力。由于欧洲国家间语言和文化的不同，欧元区之间劳动力的流动性也比美国低许多。
也有观点认为美国之所以可以采用单一货币是因为美元在国际上是处于统治地位的货币。在欧元出现之前，世界上80％的外汇储备是采用美元的形式。这给了美国经济一个巨大的“补贴”，因为储备美元相当于对美国机构或美国控制的外国机构投资。这种“补贴”有助于缓冲美国特定地区采用单一货币的影响。
如果欧元可以取代美元或者和美元一起成为国际主要货币，那么一部分对美国的“补贴”就会转移到欧元区，这可以有助于解决因为经济结构不同而带来的问题。
有观点认为欧元会给欧洲金融市场带来巨大的波动性，因为政府和企业如今可以介入欧元而不是本国货币，这就使得市场上资金的来源大为增长。

### 欧元与石油
欧元对油价将有重大的影响。欧元区比美国进口更多的石油用于消费，这意味着，欧元将要比美元更多的流入那些并不只用美元标价石油的石油輸出國組織（俗稱欧佩克，OPEC）国家。欧佩克也经常讨论用欧元标价石油，这就要求石油进口国将储备欧元而不是现在使用的美元以用于石油进口。尽管委内瑞拉的大部分石油出口美国，但是委内瑞拉总统乌戈·查韦斯（Hugo Chávez）已经声明支持这个计划。另一个支持此计划的是已故伊拉克前总统萨达姆·侯赛因，而伊拉克拥有的石油储量为世界第二。自2000年起，伊拉克在出口石油时已经开始使用欧元，而在2002年，伊拉克将其美元储备转换为欧元，而在几个月之后，美国决定發動伊拉克戰爭，对伊拉克开战并随后侵入其领土。如果欧佩克执行这项计划，欧元区将获得原来由美国获得的“补助”。用欧元标价石油的另一个重要影响是欧元区油价的变化将紧贴世界油价。当2004年9月原油价格飆升至50美元一桶时，因为欧元对美元的汇率上升，欧元标价的石油价格并没有太大的增长。同样地，当油价和欧元汇率一起下降时，欧元标价的油价也不会大幅下降。另一方面，如果油价的变化和汇率的变化方向相反，欧元标价的油价变动将会被放大。用欧元标价将会消除欧洲油价对于欧元兑美元汇率的依赖性。
美国的赤字型经济严重依赖于美元作为储备货币的统治地位而带来的多种美国债务和赤字的保障作用。如果美元不具有统治地位，美元和美国经济可能会经历许多拉美国家在1980年代经历过的危机。只要美元的地位没有受到威胁，美国的经济就没有崩溃的危险。单独欧洲国家的货币不足以威胁美元的统治地位。有些经济学家认为，欧元足以威胁美元的统治地位，并在特定情况下导致美国经济崩溃。

## 歐元匯率

1999年到2022年期間歐元兌換美元的匯率變動

1999年到2022年期間歐元兌換日圓的匯率變動

1999年到2022年期間歐元兌換瑞士法郎的匯率變動

### 報價方式
歐洲中央銀行要求，金融機構應以間接報價（Indirect Quote）表示歐元匯率。不論對任何貨幣，EUR都是基礎貨幣，置於前方，其他國家的貨幣是報價貨幣，置於後方。換言之，歐元匯率都是以EUR/XXX的形式表示需要多少外幣才能買入€1。這也展示了歐洲中央銀行要令歐元在全球市場佔據主導地位的決心。

### 歐元與美元的匯兌
歐元面世之初，歐元兌各種貨幣（尤其美元）均大幅下跌。歐元於1999年面世時，每一歐元兌1.18美元；於2000年10月26日歐元跌至兌0.8228美元的歷史低位。但隨後歐元開始經歷一段復元期。2001年初，歐元升至近兌0.96美元。但隨後又踏入下跌期，雖然該次的跌幅較小，最低跌至於2001年7月6日的兌0.834美元。通貨起始恢復制衡美元。由于美国的公司丑闻影响，这两种货币于2002年7月15日接近1：1，到了2002年末，欧元达到了1.04美元，随后持续攀升。
2003年5月23日，欧元第一次超越了它面世那天的高度1.18美元，并于2004年12月24日冲破了1.35美元（0.74欧元 = 1美元）。2004年12月30日，它创下了1.3668美元的最高纪录。某些分析家预测欧元将继续维持对美元的强势。2007年8月13日，欧元达到了1.37美元。2007年11月23日，欧元達到1.49美元。2008年4月22日及7月15日，欧元两次達到歷史新高1.60美元。在经历金融危机后，欧元进入强烈震荡时期。截至2014年2月8日1欧元＝1.3631美元。
2022年7月，歐元因為能源危機和通貨膨脹而一度貶破1美元，創下2002年12月以來新低紀錄。

### 與歐元掛鉤的貨幣
現時與歐元掛鉤的貨幣計有：佛得角埃斯庫多、波黑可兌換馬克、保加利亞列弗、法國海外法郎、中非法郎、西非法郎及科摩羅法郎。
其中佛得角埃斯庫多原本与葡萄牙埃斯庫多挂钩，波黑可兌換馬克和保加利亞列弗原本与德国马克挂钩，法國海外法郎、中非法郎、西非法郎及科摩羅法郎原本与法国法郎挂钩。
歐元在歐盟世界外，總共是16個國家及地區的官方貨幣。而且，有22個國家及地區的貨幣都是直接跟歐元掛鉤的，包括14個西非國家，三個法國太平洋地區，兩個非洲島國及三個波爾幹半島的國家。

### 歐元匯兌的驅動力
在2001到2004期間，其中一股力量是由於歐洲的利率具有比美國更大的吸引力。 美國聯邦儲備局近幾年維持較歐洲央行更低的利率，除了歐洲幾個較大的經濟體外，尤其是德國，利率成長的十分緩慢甚至是沒有成長。此一現象歸因於歐洲央行有責任去協調歐元區整體的通貨膨脹比率；一些表現優秀的國家，如爱尔兰就超越了歐洲央行的目標。
不过，虽然利息中的差别成为欧元壮大的其中一个原因，最主要的原因莫过于美国在经常账户上有庞大不稳定的逆差。市场普遍关注美国的 双赤问题。此问题令美元陷于弱势。美国赤字高达4,270亿美元，占国内生产总值（GDP）的3.7%，而包含资金流动在计算内的经常账户，是最常用的贸易指标，其逆差于2004年的第二季达至1,661.8亿美元。 
其中一个主要的因素，就是有一些亚洲货币兑美元的汇率不及其兑欧元的汇率。中国人民币在不久之前才跟美元脱钩，而日圆因日本银行的干预而被托住。这些压力令美元偏软，从而令欧元转强。
欧元被引入成为现金货币后，就从谷底中回升。在1999年到2002年期间，欧元怀疑论者认为，欧元疲弱是欧元试验失败的先兆。欧元在这段期间表现疲弱，可能是因为货币还未「正式形成」。由于欧元纸币和硬币的发行当时尚未开始，这项计划仍有机会失败。但是，当欧元以现金方式流通时，市场对欧元的信心增加，愈来愈多人相信欧元会继续流通，这令欧元币值上升。在1999年至2002年期间，这项因素在欧元由弱转强的过程中有很大的影响，但是在这个时期之后，其他因素变得更加重要。
另一个早期欧元下滑的原因是，是原来持有多国货币是要避免单一货币汇率下跌带来的风险，因此当固定汇率一旦被确定，很多投资者和中央银行都会大量沽出所持有的本国货币。当欧元区国家货币之间的汇率固定时，持有例如德国马克和法郎是意义相同的。另外有理由相信，有大量黑钱被兑换成为美元，以避免进行欧元的公开兑换。

### 結果
儘管歐元與其他主要或次要貨幣升值，美國貿易赤字依然持續成長。經濟理論認為美元貶值（即變得較便宜）與歐元升值（即變得較昂貴）將對美國出口有所助益，並減少美國進口活動。然而某種程度上，這取決於供應鏈中，貨幣成本轉嫁的模式。此外，貶值美元使得在美國的外國投資額增長（雖然伴隨而來的是降低的回報），所以持續增長的外資在某种程度上將鞏固美元的地位。而且，美元的贬值使得外国在美国投资成本更低（虽然获益也减少了）。因而，持续增加的外国投资将会巩固美元的地位。美元作為全球儲備貨幣的角色有助於支撐美元及減少預算赤字，但此二功能的正常運作仍須端視持續的外國支持。
欧洲中央银行和各国金融管理机构通过购买新发行的美国政府国债为财政作外汇储备，而这也须要动用美元。如果某段时间外国人不愿意以现时利率购买美国债券（因为美元的贬值也降低了美国国债的价值），那么美元也会巨幅跌落。为了避免这种情况的发生，美国政府将不得不提高利率，而这将削减经济增长。
有人预测，欧元相对于美元的强势可能会鼓励各国使用欧元作为替代的储备货币。萨达姆·侯赛因时代的伊拉克就曾在2000年将该国的储备货币由美元改为欧元。 一些掌握大量储备货币的国家（如印度和中華人民共和国）也已将他们的部分外汇储备由美元兑换为欧元，甚至欧佩克也将他们的贸易货币从美元更改为欧元。这些都将长远地加强美元贬值的趋势。在2004年，的报告中说银行的欧元存款金率从2001年的12%增长到20%，并将持续升高。美元的贬值，也将使得美国人投资外国股票的获益升高，而这也更进一步地使美元萧条。
欧元的升值将抑制欧元区的出口，但目前仍几乎没有发生这种状况的迹象。其主要原因是欧元区的主要的全球性消费国的货币也相应的对美元升值。随着经常帐目赤字继续上升，加上美国没有计划采取紧缩措施来减少进口、增加出口。这种情况将可能导致美元失去其作为世界结算货币的地位，由欧元或包括欧元的一篮子货币取而代之。

## 欧元符号

欧元标志是由字母C和两条横线组成的风格化的希腊字母ε，而在欧元符的官方构造形式上，指定应该用黄色打印在蓝色背景上

欧元的国际三字母代码（ISO 4217标准）为EUR。其符号为特别设计的欧元符（€），由民意调查从十个设计方案中选出两个，最终提交欧洲委员会选出最终设计。最终胜出者为由四名专家组成的小组所设计的。欧洲委员会宣称这一符号是“代表欧洲文明的希腊字母epsilon Ε，代表欧洲的E，与代表欧元稳定性的横划的平行线的组合”。但一位EEC前美术设计主编声称他创作了此符号作为欧洲的一个代表符号，对此存在争议 （页面存档备份，存于）。
欧元符在Unicode字符集中的名称是 EURO SIGN，编码为 U+20AC（十进制8364）。在传统拉丁字符集的升级版本具有同样编码。在欧元符提出后不久，HTML4.0版本后引入了 € 表示这一符号，但部分浏览器无法正确解析此代码。
欧洲委员会最初规定欧元符具有确定的结构比例，不依字体而变化。这一规定意味着欧元符将作为一个标志，而不是像字母或美元、英镑等其他货币符号一样作为可设计的符号。但是严格保持其尺寸将导致欧元符在大部分字体中比其他符号和数字要宽，而且有时会导致一些布局上的问题。因此大部分字体设计者忽略了欧洲委员会的规定，而自行设计各种字体中的欧元符变体，通常基于该字体中的大写字母C。上方的图片为官方的欧元符。

欧元符的官方規格

在電腦上输入欧元符依赖于所用的操作系统和语言与区域设置。一些欧美的移动电话公司对簡訊服务系统的特定字符集软件制作了过渡升级版本，将不常用的人民币或日元符号￥替换为欧元符號，最新的电话已同时包含这两个符号。
欧分没有官方推荐的符号，其金额一般用欧元的小数表示（如通常使用 €0.05 而不是 5¢ 或 5c）。小写字母 c 通常也被使用，来自于荷兰盾的次级货币单位分（cent）。在爱尔兰通常可见小写 c 表示（如邮票上），不过商店中有时使用分币符 ¢。希腊则广泛用其原货币单位 Lepton（Λεπτά） 的缩写——大写字母 lambda（Λ） 表示，而且这一单位还被用在希腊发行的欧元硬币自行设计面上。德国通常使用“cent”的缩写“ct”。芬兰一般使用小数形式，如 -.82 €，不过有时也可以看到芬兰语“sentti”的缩写“snt”，如 50 snt 。
欧元符在货币表示中的位置也存在着差异。虽然官方推荐将其放置在数字之前，但不少国家的人们还是保留了原有货币的习惯。西班牙和法国的人们难以转变为这种他们认为稍有些不合逻辑的形式（书写时货币符号在前：如 €2 ；但读的时候在后：deux/dos euros “2欧元”）。因此在法国 €3.50 通常被写成 3€50 ，这来自于法郎的习惯书写风格（如22F96）。

## 欧洲宪法公投对欧元的影响

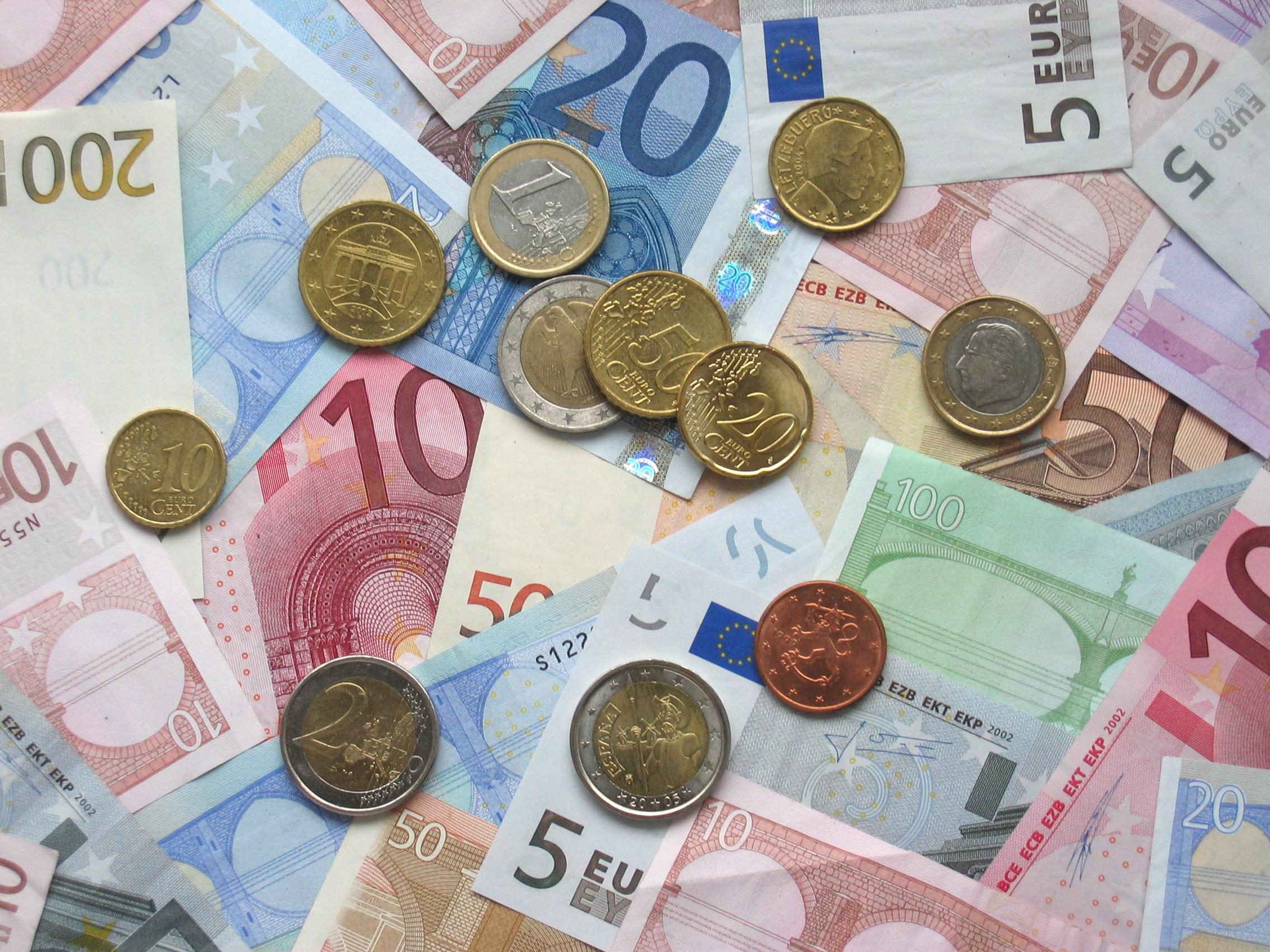
各式欧盟货币，包括有紙幣和硬幣。

虽然欧盟宪法未獲通过对於欧元的地位没有影响，但是在法国和荷兰于2005年的公投否决宪法，引发对欧元的忧虑。
- 由德国明星杂志2005年6月1日所发表的统计显示，有56%的德国人赞成重新使用马克。[13]
- 義大利北部联盟的党员讨论，提出为義大利是否重新使用里拉进行公投。
- 法国运动党党员提出，为法国是否重新使用法郎进行公投。[14]
- 与德国迥然不同的，2005年6月7日奥地利一项调查显示欧元受到广泛支持：73%受访者表示，希望保留这个统一货币，而只有21%的人赞成回用原来的货币先令。[15]

不过，这些方案提出后不久，欧洲委员会发表声明，否定其可能性，并说不会弃用欧元（"the euro is here to stay"）。

## 帮助推行欧元的经济学家
经济学家罗伯特·蒙代尔被称作欧元之父。维姆·德伊森贝赫也起了關鍵作用。

## 俚语词
一些国家用当地的俚语来形容欧元：

### 芬兰
用来形容欧元最普通的词是“蛋”。这是来自于huge这个词，芬兰的俚语词“markka”一词。huge一词的起源和起因不是很清楚。“分”有时候也被叫做sena。欧元也被称为eki、 eero或 erkki。 Eero 和 Erkki 都是芬兰人的名字。另一个俚语名是jörö，这是白雪公主与七个小矮人之中Grumpy的芬兰名字，因为jörö 和欧元的英语发音在欧洲人听起来是相似的。

### 爱尔兰
quid 这个名词由表示爱尔兰镑的一个俗语，转变成为代表欧元的俗语名词。Fiver这个字用来形容欧元五块钱的钞票，而tenner用来形容欧元十元钞票。另一个比较少用的别名是yo-yo。

### 葡萄牙
因为1欧分的硬币很小，几乎立刻就获得了他的昵称。最常见的是：feijão（豌豆）、botão（按钮）、tostão （一分）。 在葡萄牙，在人们不想用钱赌博时，就使用豌豆，如葡萄牙语中的习惯表达语jogar a feijões（赌一颗豌豆），这暗示一个1欧分的硬币和一颗豌豆一样没有价值。一些年长者感到很难发出“euro”这个音，于是就把他念成“ouro”（金），而有些人真的以为欧元真的是“ouro”，因为两字十分接近，而且其硬币很像金。1分、2分和5分硬币被称为moedas pretas (黑色的硬币) 因为会愈变愈黑。100元、200元和500元（最后者尤甚）被称为nota grande（大钞票）。

### 奥地利和德国
欧元曾被戏称为“Teuro”，取“teuer”（昂贵的意思）的谐音。在引入欧元后，许多人感觉物价大幅上升，认为杂货店和餐馆趁货币转换的机会抬高了物价，以一块比萨饼为例，大部分義大利餐馆在使用欧元前的售价约13德国马克，而使用欧元后约13欧元，几乎是原先的2倍。年轻人会用众数的Euronen，很多人觉得这是借自科技或科幻小说的名词，因为网上一个仿效星舰奇航记的小说引入一班外星人叫Euronen（Euronians）。

### 義大利
欧元一詞有些時被開玩笑地形容為neuro/神經質，意思新貨幣令人（和經濟）發瘋。 另外，義大利语单词euro可作單和複數之用；有些人通俗地使用複數euri。

### 荷兰
5分硬币有时被称为stuiver，此词于荷兰盾通行的时期是用来形容5分硬币的。同样道理，1角硬币有时被称为dubbeltje，这词由double stuiver衍生出来的。在价钱中，honderd一字 (一百）常被snip（common Snipe）代替，因为在1980及1990年代期间，common snipe于100元荷兰盾钞票上出现。

### 希腊
欧元的众数被戏称为'Evra'，来自其语言的文法规律，另一个并不存在的名词 to Euron 兴起。欧元很讽刺地被称为'Evropoula'（“细小的欧元”），由一位电视主持人Annita Pania的一段台词衍生出来。

### 引用
1. . 中华人民共和国国家质量监督检验检疫总局/中国国家标准化管理委员会. 2008-07-01.
2. ↑  数据来自欧元相关地区的人口统计。
3. 1 2 3 4 5  彤雅立. . THE BIG ISSUE. 2015: 15.
4. ↑  . 纽约时报中文网. 2012-09-10  [2017-03-29]. （原始内容存档于2017-03-30） （中文）.
5. ↑  .   [2018-10-02]. （原始内容存档于2021-08-05）.
6. ↑  《ESTONIAN EURO COIN DESIGNS CHOSEN FOR THE NATIONAL VOTE》 的存檔，存档日期2006-01-13.
7. ↑  《Winning Design of the Estonian Euro Coins Competition Disclosed》 的存檔，存档日期2005-11-25.
8. ↑  . www.countries-ofthe-world.com.   [2023-09-11].
9. ↑   (PDF). Triennial Central Bank Survey. 瑞士巴塞尔: 国际清算银行: 第12页. 2022-10-27 （英语）.
10. ↑  总数为200%，因为每种货币的交易总是牵涉到一个货币对。
11. ↑  James Chen. . investopedia.   [2024-05-10]. （原始内容存档于2024-06-30）.
12. ↑  . www.cna.com.tw.   [2022-07-15]. （原始内容存档于2022-10-21） （中文（臺灣））.
13. ↑  《56 Prozent der Deutschen wollen die Mark zurück》 （页面存档备份，存于）
14. ↑  .   [2005-10-06]. （原始内容存档于2006-01-15）.
15. ↑  .   [2005-10-06]. （原始内容存档于2007-09-30）.

### 网页
- Europedia: Guide to European policies and legislation （页面存档备份，存于）
- A critical view on "The euro and Great Britain" （页面存档备份，存于）
- A critical view on "inflationary euro" （页面存档备份，存于）
- European Monetary Union and the euro （页面存档备份，存于）
- EU and EMU information including coin and banknote images （页面存档备份，存于）
- Britain and European Monetary Union （页面存档备份，存于）
- The euro and standardization （页面存档备份，存于） （Michael Everson = 葉密豪; including "The plural of euro is euros!" as well as a discussion on what the words for "euro" and "cent" should be in Irish）
- A brief commentary by one of the economists instrumental in creating the euro
- EuroBillTracker: An experiment that tries to track the way of euro notes across Europe （页面存档备份，存于）
- Similar experiment: myeuro
- Eurotracer, another experiment that also studies the meaning of the serial numbers and the spreading of coins （页面存档备份，存于）
- Euro FAQ Wiki

### 书籍
- Jay H. Levin, A Guide to the Euro （Houghton Mifflin Company, 2002） （页面存档备份，存于）